# Minor Cooper Keith

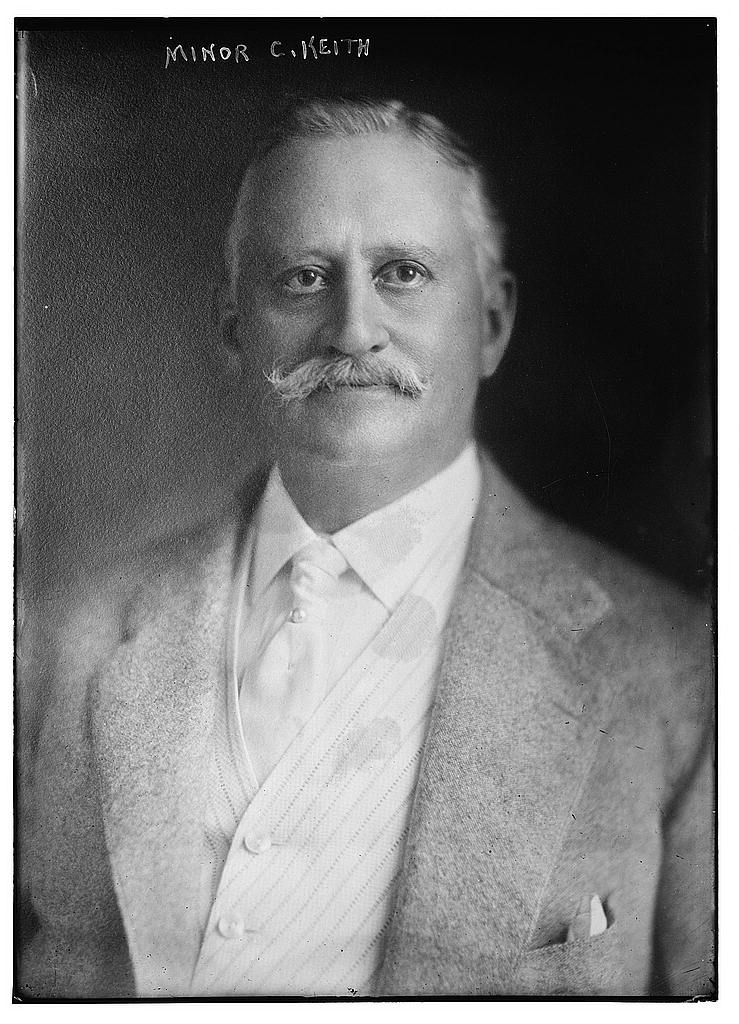
Keith, 1917

Minor Cooper Keith (* 19. Januar 1848 in Brooklyn, New York City, New York, Vereinigte Staaten; † 14. Juni 1929 in West Islip, Suffolk County, New York, Vereinigte Staaten) war ein amerikanischer Geschäftsmann, dessen Eisenbahn-, kommerzielle Landwirtschafts- und Frachtschiffunternehmen einen bedeutenden Einfluss auf die nationalen Volkswirtschaften der mittelamerikanischen Länder sowie auf die Karibikregion Kolumbiens hatten. Keiths Arbeit an der costa-ricanischen Eisenbahn zur Karibik, einem Projekt, das von seinem Onkel Henry Meiggs begonnen wurde, führte dazu, dass er sich in den groß angelegten Export von Bananen in die Vereinigten Staaten verwickelte. Im Jahr 1899 wurden Keiths Bananenhandelsinteressen in die mächtige United Fruit Company integriert, von der er zum Vizepräsidenten ernannt wurde. Keith war auch an einer Reihe anderer Geschäftsunternehmungen beteiligt, darunter Goldminen in Costa Rica und Immobilienentwicklung in den USA.

## Frühes Leben
Keith wurde in Brooklyn, New York, als Sohn des Holzhändlers Minor Hubbell Keith und seiner Frau Emily geboren, der Schwester des Eisenbahnunternehmers Henry Meiggs. Nach dem Besuch einer Privatschule arbeitete der sechzehnjährige Keith als Ladenangestellter am Broadway. Einige Monate später gab er den Job auf und wurde Vermesser für Holz. Nachdem er innerhalb eines Jahres 3.000 US-Dollar gespart hatte, kaufte Keith eine Rinderfarm auf einer Flussinsel nahe der Mündung des Rio Grande im Süden von Texas, die er bis 1871 verwaltete. Dann nahm er die Einladung seines Onkels an, beim Bau einer Eisenbahn in Costa Rica in Zentralamerika zu helfen.

## Costa-ricanische Eisenbahn
Im Jahr 1871 hatte Keiths Onkel Henry Meiggs einen Vertrag mit der Regierung des costa-ricanischen Präsidenten Tomás Guardia Gutiérrez für den Bau einer Eisenbahn von der Hauptstadt San José zum zukünftigen Karibikhafen Limón unterzeichnet. Minor Keith war von Anfang an in das Projekt involviert und übernahm es nach Meiggs Tod im Jahr 1877.
Zu dieser Zeit basierte die Wirtschaft Costa Ricas hauptsächlich auf dem Export von Kaffee, der im zentralen Tal des Landes angebaut und mit Ochsenkarren zum Pazifikhafen Puntarenas transportiert wurde. Da der Hauptmarkt für costa-ricanischen Kaffee in Europa lag und es keinen Kanal gab, der den Pazifik und den Atlantik verband, war die Schaffung einer zuverlässigen Transportroute zum Karibikraum eine Priorität für die costa-ricanische Regierung und die Geschäftselite.
Der Bau dieser Eisenbahn war aufgrund unzureichender Finanzierung, des schwierigen Geländes, dichten Dschungels, starker Regenfälle und der Verbreitung von Malaria, Gelbfieber, Dysenterie und anderen tropischen Krankheiten außerordentlich herausfordernd. Bis zu viertausend Menschen, darunter auch Keiths drei Brüder, starben während des Baus der ersten 25 Meilen der Strecke, hauptsächlich an Malaria. Keith war gezwungen, ausländische Arbeiter einzustellen, darunter schwarze Arbeiter aus Jamaika sowie einige Chinesen und sogar Italiener. Die Jamaikaner, die Keith einstellte, sprachen Englisch und pflegen bis heute ihre Traditionen.
Im Jahr 1882 hatte die Regierung Costa Ricas ihre Zahlungen an Keith eingestellt und konnte ihre Verpflichtungen gegenüber den Londoner Banken, von denen sie Geld zum Bau der Eisenbahn geliehen hatte, nicht mehr erfüllen. Keith konnte selbst 1,2 Millionen Pfund von den Banken und privaten Investoren aufbringen. Er verhandelte auch eine erhebliche Reduzierung der Zinsen für das zuvor an Costa Rica verliehene Geld, von 7 % auf 2,5 %. Im Gegenzug gab ihm die Regierung von Präsident Próspero Fernández Oreamuno Keith 800.000 Hektar steuerfreies Land entlang der Eisenbahnstrecke und einen 99-jährigen Pachtvertrag für den Betrieb der Zugstrecke. Diese Bedingungen wurden in einem von Keith und Kabinettsminister Bernardo Soto Alfaro unterzeichneten Dokument vom 21. April 1884 offiziell gemacht (bekannt als der Soto-Keith-Vertrag in der costa-ricanischen Geschichtsschreibung). Diese Landgewährung entsprach etwa 6 % des Gesamtgebiets von Costa Rica.
Die beiden einflussreichsten Kabinettsminister in der Regierung von Präsident Fernández waren sein Schwiegersohn Soto (der ihm nach seinem Tod nachfolgte) und sein Schwager José María Castro Madriz, der zuvor bereits zwei Amtszeiten als Präsident von Costa Rica absolviert hatte. Im Jahr 1883 heiratete Minor Keith Cristina Castro Fernández, die Tochter von Castro Madriz und Nichte von Präsident Fernández sowie die Cousine zweiten Grades von Soto. Keiths Neffe Rafael Yglesias Castro, der mit Cristina Castro Fernández verwandt war, bekleidete zwei aufeinanderfolgende Amtszeiten als Präsident von Costa Rica von 1894 bis 1902.

## Bananenhandel
Die Eisenbahn wurde 1890 fertiggestellt, aber die Menge von Passagieren und Fracht erwies sich als unzureichend, um Keiths Schulden zu finanzieren. Schon im Jahr 1873 begann Keith jedoch mit dem Experimentieren beim Anbau von Bananen, die er aus Wurzeln angebaut hatte, die er von den Franzosen erhalten hatte. Um die Bananen zu vermarkten, begann Keith eine Dampfschifffahrtslinie von Limón nach New Orleans in den USA zu betreiben. Der resultierende Bananenhandel erwies sich als lukrativ und er gründete bald darauf die Tropical Trading and Transport Company, um sein Bananenexportgeschäft zu organisieren.
Keith schloss sich dann mit M. T. Snyder zusammen, um Bananenplantagen in Panama und im Magdalena-Departement in Kolumbien zu gründen. Schließlich beherrschte er den Bananenhandel in Zentralamerika und Kolumbien. Im Jahr 1899 musste er aufgrund eines finanziellen Rückschlags sein Unternehmen mit Andrew W. Prestons Boston Fruit Company kombinieren, die den Bananenhandel in den Westindischen Inseln dominierte. Das Ergebnis der Fusion war die mächtige United Fruit Company, in der Keith zum Vizepräsidenten wurde. Im Jahr 1904 unterzeichnete Keith einen Vertrag mit dem Präsidenten von Guatemala, Manuel Estrada Cabrera, der der Firma Steuerbefreiungen, Landzuweisungen und die Kontrolle aller Eisenbahnen auf der Atlantikseite des Landes einräumte.

## Andere Aktivitäten

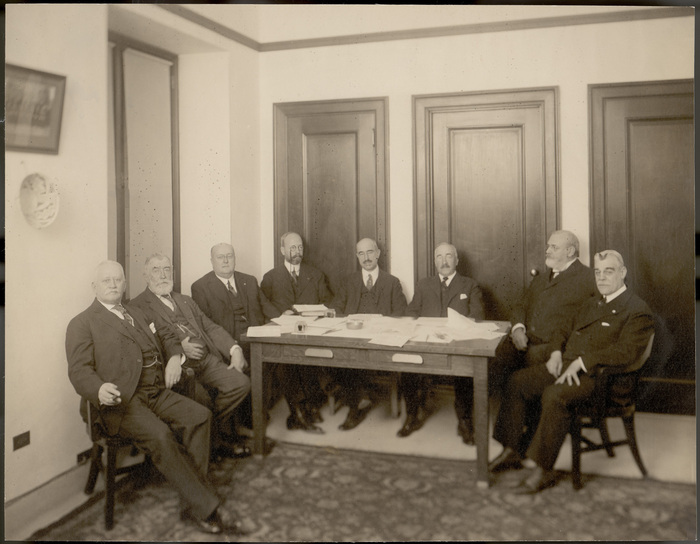
Treuhänderrat der Heye-Stiftung, 1920. Von links nach rechts: Minor C. Keith, James Bishop Ford, George Gustav Heye, Frederic Kimber Seward, Frederick Kingsbury Curtis, Samuel Riber, Jr., Archer Milton Huntington und Harmon Washington Hendricks.

Keith investierte auch in Goldminen in Abangares, in der costa-ricanischen Provinz Guanacaste. Im Jahr 1912 kehrte er zum Eisenbahnbau zurück und gründete die International Railways of Central America und vollendete schließlich ein 1.287 km langes Eisenbahnsystem, starb jedoch, bevor er seinen Traum von einer Bahnstrecke von Guatemala zum Panamakanal verwirklichen konnte. Seine Arbeit veränderte das wirtschaftliche Leben der mittelamerikanischen Länder tiefgreifend.
Keith gründete auch eine Kette von Kaufhäusern und besaß eine der größten Geflügelfarmen in den USA. Im Jahr 1917 erwarb Keith riesige Mengen an Vermögenswerten der St. Andrews Bay Development Company, die von seinem Schwager W. H. Lynn gegründet worden war. Er erwarb auch riesige Landflächen in der Umgebung von Panama City, Florida, die früher im Besitz von R. L. McKenzie und A. J. Gay waren. Keith und sein Vermögen werden dafür gelobt, dass sie „Bay County auf die Karte gesetzt haben,“ da er auch die Eisenbahn, die Mühlen der Region, über zweihunderttausend Acres Land, das Lynn Haven Hotel und das Pines Hotel in Panama City kaufte, sowie einen neuen Golfplatz am North Bay entwickelte und baute.
Keith war ein Treuhänder der Stiftung, die George Gustav Heyes Sammlung von indianischen Artefakten verwaltete, und er vermachte sein eigenes antikes indianisches Gold dem American Museum of Natural History in New York City.

## Tod und Vermächtnis
Keith starb am 14. Juni 1929 an Bronchialpneumonie in seinem Haus in West Islip, Long Island, New York. Laut John Dos Passos in seiner USA-Trilogie war Minor Cooper Keith ein Beispiel für die englische Redewendung „chip off the old block.“